# Jørgen Møller
Jørgen Møller, scritto anche Jörgen Möller o Jorgen Moeller (4 novembre 1873 – novembre 1944), è stato uno scacchista e compositore di scacchi danese.
Fu il più forte giocatore danese negli anni tra la fine dell'Ottocento e l'inizio del Novecento. Si classificò secondo nel primo Campionato Nordico (Stoccolma 1897), poi vinse i due campionati successivi (Copenaghen 1899, Göteborg 1901). Nel 1907 si classificò quarto nel torneo internazionale di Stoccolma.
Nel 1898 pubblicò un'analisi su una variante della partita italiana (9. d5) che ancora oggi è nota come "attacco Moeller":

1.e4 e5 2.Cf3 Cf6 3.Ac4 Ac5 4.c3 Cf6 5.d4 ed4 6.cd4 Ab4+ 7.Nc3 Cxe4 8.O–O Axc3 9.d5
Anche la "difesa Moeller" della partita spagnola porta il suo nome: 1.e4 e5 2.Cf3 Cc6 3. Ab5 a6 4.Aa4 Cf6 5.O–O Ac5
Moeller è stato anche un importante compositore di problemi e di studi di scacchi, premiati in concorsi internazionali.
Fu per molti anni direttore della rivista danese Skakbladet.

## Un problema di Jorgen Moeller
|   | a | b | c | d | e | f | g | h |   |
| 8 | a8 re del bianco · e5 cavallo del nero · f5 cavallo del nero · e4 donna del bianco · a3 alfiere del bianco · b3 alfiere del bianco · c3 alfiere del nero · h3 pedone del nero · d2 re del nero · e2 cavallo del bianco · e1 cavallo del bianco | a8 re del bianco · e5 cavallo del nero · f5 cavallo del nero · e4 donna del bianco · a3 alfiere del bianco · b3 alfiere del bianco · c3 alfiere del nero · h3 pedone del nero · d2 re del nero · e2 cavallo del bianco · e1 cavallo del bianco | a8 re del bianco · e5 cavallo del nero · f5 cavallo del nero · e4 donna del bianco · a3 alfiere del bianco · b3 alfiere del bianco · c3 alfiere del nero · h3 pedone del nero · d2 re del nero · e2 cavallo del bianco · e1 cavallo del bianco | a8 re del bianco · e5 cavallo del nero · f5 cavallo del nero · e4 donna del bianco · a3 alfiere del bianco · b3 alfiere del bianco · c3 alfiere del nero · h3 pedone del nero · d2 re del nero · e2 cavallo del bianco · e1 cavallo del bianco | a8 re del bianco · e5 cavallo del nero · f5 cavallo del nero · e4 donna del bianco · a3 alfiere del bianco · b3 alfiere del bianco · c3 alfiere del nero · h3 pedone del nero · d2 re del nero · e2 cavallo del bianco · e1 cavallo del bianco | a8 re del bianco · e5 cavallo del nero · f5 cavallo del nero · e4 donna del bianco · a3 alfiere del bianco · b3 alfiere del bianco · c3 alfiere del nero · h3 pedone del nero · d2 re del nero · e2 cavallo del bianco · e1 cavallo del bianco | a8 re del bianco · e5 cavallo del nero · f5 cavallo del nero · e4 donna del bianco · a3 alfiere del bianco · b3 alfiere del bianco · c3 alfiere del nero · h3 pedone del nero · d2 re del nero · e2 cavallo del bianco · e1 cavallo del bianco | a8 re del bianco · e5 cavallo del nero · f5 cavallo del nero · e4 donna del bianco · a3 alfiere del bianco · b3 alfiere del bianco · c3 alfiere del nero · h3 pedone del nero · d2 re del nero · e2 cavallo del bianco · e1 cavallo del bianco | 8 |
| 7 | a8 re del bianco · e5 cavallo del nero · f5 cavallo del nero · e4 donna del bianco · a3 alfiere del bianco · b3 alfiere del bianco · c3 alfiere del nero · h3 pedone del nero · d2 re del nero · e2 cavallo del bianco · e1 cavallo del bianco | a8 re del bianco · e5 cavallo del nero · f5 cavallo del nero · e4 donna del bianco · a3 alfiere del bianco · b3 alfiere del bianco · c3 alfiere del nero · h3 pedone del nero · d2 re del nero · e2 cavallo del bianco · e1 cavallo del bianco | a8 re del bianco · e5 cavallo del nero · f5 cavallo del nero · e4 donna del bianco · a3 alfiere del bianco · b3 alfiere del bianco · c3 alfiere del nero · h3 pedone del nero · d2 re del nero · e2 cavallo del bianco · e1 cavallo del bianco | a8 re del bianco · e5 cavallo del nero · f5 cavallo del nero · e4 donna del bianco · a3 alfiere del bianco · b3 alfiere del bianco · c3 alfiere del nero · h3 pedone del nero · d2 re del nero · e2 cavallo del bianco · e1 cavallo del bianco | a8 re del bianco · e5 cavallo del nero · f5 cavallo del nero · e4 donna del bianco · a3 alfiere del bianco · b3 alfiere del bianco · c3 alfiere del nero · h3 pedone del nero · d2 re del nero · e2 cavallo del bianco · e1 cavallo del bianco | a8 re del bianco · e5 cavallo del nero · f5 cavallo del nero · e4 donna del bianco · a3 alfiere del bianco · b3 alfiere del bianco · c3 alfiere del nero · h3 pedone del nero · d2 re del nero · e2 cavallo del bianco · e1 cavallo del bianco | a8 re del bianco · e5 cavallo del nero · f5 cavallo del nero · e4 donna del bianco · a3 alfiere del bianco · b3 alfiere del bianco · c3 alfiere del nero · h3 pedone del nero · d2 re del nero · e2 cavallo del bianco · e1 cavallo del bianco | a8 re del bianco · e5 cavallo del nero · f5 cavallo del nero · e4 donna del bianco · a3 alfiere del bianco · b3 alfiere del bianco · c3 alfiere del nero · h3 pedone del nero · d2 re del nero · e2 cavallo del bianco · e1 cavallo del bianco | 7 |
| 6 | a8 re del bianco · e5 cavallo del nero · f5 cavallo del nero · e4 donna del bianco · a3 alfiere del bianco · b3 alfiere del bianco · c3 alfiere del nero · h3 pedone del nero · d2 re del nero · e2 cavallo del bianco · e1 cavallo del bianco | a8 re del bianco · e5 cavallo del nero · f5 cavallo del nero · e4 donna del bianco · a3 alfiere del bianco · b3 alfiere del bianco · c3 alfiere del nero · h3 pedone del nero · d2 re del nero · e2 cavallo del bianco · e1 cavallo del bianco | a8 re del bianco · e5 cavallo del nero · f5 cavallo del nero · e4 donna del bianco · a3 alfiere del bianco · b3 alfiere del bianco · c3 alfiere del nero · h3 pedone del nero · d2 re del nero · e2 cavallo del bianco · e1 cavallo del bianco | a8 re del bianco · e5 cavallo del nero · f5 cavallo del nero · e4 donna del bianco · a3 alfiere del bianco · b3 alfiere del bianco · c3 alfiere del nero · h3 pedone del nero · d2 re del nero · e2 cavallo del bianco · e1 cavallo del bianco | a8 re del bianco · e5 cavallo del nero · f5 cavallo del nero · e4 donna del bianco · a3 alfiere del bianco · b3 alfiere del bianco · c3 alfiere del nero · h3 pedone del nero · d2 re del nero · e2 cavallo del bianco · e1 cavallo del bianco | a8 re del bianco · e5 cavallo del nero · f5 cavallo del nero · e4 donna del bianco · a3 alfiere del bianco · b3 alfiere del bianco · c3 alfiere del nero · h3 pedone del nero · d2 re del nero · e2 cavallo del bianco · e1 cavallo del bianco | a8 re del bianco · e5 cavallo del nero · f5 cavallo del nero · e4 donna del bianco · a3 alfiere del bianco · b3 alfiere del bianco · c3 alfiere del nero · h3 pedone del nero · d2 re del nero · e2 cavallo del bianco · e1 cavallo del bianco | a8 re del bianco · e5 cavallo del nero · f5 cavallo del nero · e4 donna del bianco · a3 alfiere del bianco · b3 alfiere del bianco · c3 alfiere del nero · h3 pedone del nero · d2 re del nero · e2 cavallo del bianco · e1 cavallo del bianco | 6 |
| 5 | a8 re del bianco · e5 cavallo del nero · f5 cavallo del nero · e4 donna del bianco · a3 alfiere del bianco · b3 alfiere del bianco · c3 alfiere del nero · h3 pedone del nero · d2 re del nero · e2 cavallo del bianco · e1 cavallo del bianco | a8 re del bianco · e5 cavallo del nero · f5 cavallo del nero · e4 donna del bianco · a3 alfiere del bianco · b3 alfiere del bianco · c3 alfiere del nero · h3 pedone del nero · d2 re del nero · e2 cavallo del bianco · e1 cavallo del bianco | a8 re del bianco · e5 cavallo del nero · f5 cavallo del nero · e4 donna del bianco · a3 alfiere del bianco · b3 alfiere del bianco · c3 alfiere del nero · h3 pedone del nero · d2 re del nero · e2 cavallo del bianco · e1 cavallo del bianco | a8 re del bianco · e5 cavallo del nero · f5 cavallo del nero · e4 donna del bianco · a3 alfiere del bianco · b3 alfiere del bianco · c3 alfiere del nero · h3 pedone del nero · d2 re del nero · e2 cavallo del bianco · e1 cavallo del bianco | a8 re del bianco · e5 cavallo del nero · f5 cavallo del nero · e4 donna del bianco · a3 alfiere del bianco · b3 alfiere del bianco · c3 alfiere del nero · h3 pedone del nero · d2 re del nero · e2 cavallo del bianco · e1 cavallo del bianco | a8 re del bianco · e5 cavallo del nero · f5 cavallo del nero · e4 donna del bianco · a3 alfiere del bianco · b3 alfiere del bianco · c3 alfiere del nero · h3 pedone del nero · d2 re del nero · e2 cavallo del bianco · e1 cavallo del bianco | a8 re del bianco · e5 cavallo del nero · f5 cavallo del nero · e4 donna del bianco · a3 alfiere del bianco · b3 alfiere del bianco · c3 alfiere del nero · h3 pedone del nero · d2 re del nero · e2 cavallo del bianco · e1 cavallo del bianco | a8 re del bianco · e5 cavallo del nero · f5 cavallo del nero · e4 donna del bianco · a3 alfiere del bianco · b3 alfiere del bianco · c3 alfiere del nero · h3 pedone del nero · d2 re del nero · e2 cavallo del bianco · e1 cavallo del bianco | 5 |
| 4 | a8 re del bianco · e5 cavallo del nero · f5 cavallo del nero · e4 donna del bianco · a3 alfiere del bianco · b3 alfiere del bianco · c3 alfiere del nero · h3 pedone del nero · d2 re del nero · e2 cavallo del bianco · e1 cavallo del bianco | a8 re del bianco · e5 cavallo del nero · f5 cavallo del nero · e4 donna del bianco · a3 alfiere del bianco · b3 alfiere del bianco · c3 alfiere del nero · h3 pedone del nero · d2 re del nero · e2 cavallo del bianco · e1 cavallo del bianco | a8 re del bianco · e5 cavallo del nero · f5 cavallo del nero · e4 donna del bianco · a3 alfiere del bianco · b3 alfiere del bianco · c3 alfiere del nero · h3 pedone del nero · d2 re del nero · e2 cavallo del bianco · e1 cavallo del bianco | a8 re del bianco · e5 cavallo del nero · f5 cavallo del nero · e4 donna del bianco · a3 alfiere del bianco · b3 alfiere del bianco · c3 alfiere del nero · h3 pedone del nero · d2 re del nero · e2 cavallo del bianco · e1 cavallo del bianco | a8 re del bianco · e5 cavallo del nero · f5 cavallo del nero · e4 donna del bianco · a3 alfiere del bianco · b3 alfiere del bianco · c3 alfiere del nero · h3 pedone del nero · d2 re del nero · e2 cavallo del bianco · e1 cavallo del bianco | a8 re del bianco · e5 cavallo del nero · f5 cavallo del nero · e4 donna del bianco · a3 alfiere del bianco · b3 alfiere del bianco · c3 alfiere del nero · h3 pedone del nero · d2 re del nero · e2 cavallo del bianco · e1 cavallo del bianco | a8 re del bianco · e5 cavallo del nero · f5 cavallo del nero · e4 donna del bianco · a3 alfiere del bianco · b3 alfiere del bianco · c3 alfiere del nero · h3 pedone del nero · d2 re del nero · e2 cavallo del bianco · e1 cavallo del bianco | a8 re del bianco · e5 cavallo del nero · f5 cavallo del nero · e4 donna del bianco · a3 alfiere del bianco · b3 alfiere del bianco · c3 alfiere del nero · h3 pedone del nero · d2 re del nero · e2 cavallo del bianco · e1 cavallo del bianco | 4 |
| 3 | a8 re del bianco · e5 cavallo del nero · f5 cavallo del nero · e4 donna del bianco · a3 alfiere del bianco · b3 alfiere del bianco · c3 alfiere del nero · h3 pedone del nero · d2 re del nero · e2 cavallo del bianco · e1 cavallo del bianco | a8 re del bianco · e5 cavallo del nero · f5 cavallo del nero · e4 donna del bianco · a3 alfiere del bianco · b3 alfiere del bianco · c3 alfiere del nero · h3 pedone del nero · d2 re del nero · e2 cavallo del bianco · e1 cavallo del bianco | a8 re del bianco · e5 cavallo del nero · f5 cavallo del nero · e4 donna del bianco · a3 alfiere del bianco · b3 alfiere del bianco · c3 alfiere del nero · h3 pedone del nero · d2 re del nero · e2 cavallo del bianco · e1 cavallo del bianco | a8 re del bianco · e5 cavallo del nero · f5 cavallo del nero · e4 donna del bianco · a3 alfiere del bianco · b3 alfiere del bianco · c3 alfiere del nero · h3 pedone del nero · d2 re del nero · e2 cavallo del bianco · e1 cavallo del bianco | a8 re del bianco · e5 cavallo del nero · f5 cavallo del nero · e4 donna del bianco · a3 alfiere del bianco · b3 alfiere del bianco · c3 alfiere del nero · h3 pedone del nero · d2 re del nero · e2 cavallo del bianco · e1 cavallo del bianco | a8 re del bianco · e5 cavallo del nero · f5 cavallo del nero · e4 donna del bianco · a3 alfiere del bianco · b3 alfiere del bianco · c3 alfiere del nero · h3 pedone del nero · d2 re del nero · e2 cavallo del bianco · e1 cavallo del bianco | a8 re del bianco · e5 cavallo del nero · f5 cavallo del nero · e4 donna del bianco · a3 alfiere del bianco · b3 alfiere del bianco · c3 alfiere del nero · h3 pedone del nero · d2 re del nero · e2 cavallo del bianco · e1 cavallo del bianco | a8 re del bianco · e5 cavallo del nero · f5 cavallo del nero · e4 donna del bianco · a3 alfiere del bianco · b3 alfiere del bianco · c3 alfiere del nero · h3 pedone del nero · d2 re del nero · e2 cavallo del bianco · e1 cavallo del bianco | 3 |
| 2 | a8 re del bianco · e5 cavallo del nero · f5 cavallo del nero · e4 donna del bianco · a3 alfiere del bianco · b3 alfiere del bianco · c3 alfiere del nero · h3 pedone del nero · d2 re del nero · e2 cavallo del bianco · e1 cavallo del bianco | a8 re del bianco · e5 cavallo del nero · f5 cavallo del nero · e4 donna del bianco · a3 alfiere del bianco · b3 alfiere del bianco · c3 alfiere del nero · h3 pedone del nero · d2 re del nero · e2 cavallo del bianco · e1 cavallo del bianco | a8 re del bianco · e5 cavallo del nero · f5 cavallo del nero · e4 donna del bianco · a3 alfiere del bianco · b3 alfiere del bianco · c3 alfiere del nero · h3 pedone del nero · d2 re del nero · e2 cavallo del bianco · e1 cavallo del bianco | a8 re del bianco · e5 cavallo del nero · f5 cavallo del nero · e4 donna del bianco · a3 alfiere del bianco · b3 alfiere del bianco · c3 alfiere del nero · h3 pedone del nero · d2 re del nero · e2 cavallo del bianco · e1 cavallo del bianco | a8 re del bianco · e5 cavallo del nero · f5 cavallo del nero · e4 donna del bianco · a3 alfiere del bianco · b3 alfiere del bianco · c3 alfiere del nero · h3 pedone del nero · d2 re del nero · e2 cavallo del bianco · e1 cavallo del bianco | a8 re del bianco · e5 cavallo del nero · f5 cavallo del nero · e4 donna del bianco · a3 alfiere del bianco · b3 alfiere del bianco · c3 alfiere del nero · h3 pedone del nero · d2 re del nero · e2 cavallo del bianco · e1 cavallo del bianco | a8 re del bianco · e5 cavallo del nero · f5 cavallo del nero · e4 donna del bianco · a3 alfiere del bianco · b3 alfiere del bianco · c3 alfiere del nero · h3 pedone del nero · d2 re del nero · e2 cavallo del bianco · e1 cavallo del bianco | a8 re del bianco · e5 cavallo del nero · f5 cavallo del nero · e4 donna del bianco · a3 alfiere del bianco · b3 alfiere del bianco · c3 alfiere del nero · h3 pedone del nero · d2 re del nero · e2 cavallo del bianco · e1 cavallo del bianco | 2 |
| 1 | a8 re del bianco · e5 cavallo del nero · f5 cavallo del nero · e4 donna del bianco · a3 alfiere del bianco · b3 alfiere del bianco · c3 alfiere del nero · h3 pedone del nero · d2 re del nero · e2 cavallo del bianco · e1 cavallo del bianco | a8 re del bianco · e5 cavallo del nero · f5 cavallo del nero · e4 donna del bianco · a3 alfiere del bianco · b3 alfiere del bianco · c3 alfiere del nero · h3 pedone del nero · d2 re del nero · e2 cavallo del bianco · e1 cavallo del bianco | a8 re del bianco · e5 cavallo del nero · f5 cavallo del nero · e4 donna del bianco · a3 alfiere del bianco · b3 alfiere del bianco · c3 alfiere del nero · h3 pedone del nero · d2 re del nero · e2 cavallo del bianco · e1 cavallo del bianco | a8 re del bianco · e5 cavallo del nero · f5 cavallo del nero · e4 donna del bianco · a3 alfiere del bianco · b3 alfiere del bianco · c3 alfiere del nero · h3 pedone del nero · d2 re del nero · e2 cavallo del bianco · e1 cavallo del bianco | a8 re del bianco · e5 cavallo del nero · f5 cavallo del nero · e4 donna del bianco · a3 alfiere del bianco · b3 alfiere del bianco · c3 alfiere del nero · h3 pedone del nero · d2 re del nero · e2 cavallo del bianco · e1 cavallo del bianco | a8 re del bianco · e5 cavallo del nero · f5 cavallo del nero · e4 donna del bianco · a3 alfiere del bianco · b3 alfiere del bianco · c3 alfiere del nero · h3 pedone del nero · d2 re del nero · e2 cavallo del bianco · e1 cavallo del bianco | a8 re del bianco · e5 cavallo del nero · f5 cavallo del nero · e4 donna del bianco · a3 alfiere del bianco · b3 alfiere del bianco · c3 alfiere del nero · h3 pedone del nero · d2 re del nero · e2 cavallo del bianco · e1 cavallo del bianco | a8 re del bianco · e5 cavallo del nero · f5 cavallo del nero · e4 donna del bianco · a3 alfiere del bianco · b3 alfiere del bianco · c3 alfiere del nero · h3 pedone del nero · d2 re del nero · e2 cavallo del bianco · e1 cavallo del bianco | 1 |
|   | a | b | c | d | e | f | g | h |   |

Soluzione:
1. Cg3  (minaccia 2. Cf1#)  1... Ce3

       (1...Cxg3 2. Ac1+ Rxc1 3. Dc2#)

|   | a | b | c | d | e | f | g | h |   |
| 8 | a8 re del bianco · a3 alfiere del bianco · b3 alfiere del bianco · c3 alfiere del nero · d3 cavallo del nero · e3 cavallo del nero · f3 cavallo del bianco · g3 cavallo del bianco · h3 pedone del nero · d2 re del nero | a8 re del bianco · a3 alfiere del bianco · b3 alfiere del bianco · c3 alfiere del nero · d3 cavallo del nero · e3 cavallo del nero · f3 cavallo del bianco · g3 cavallo del bianco · h3 pedone del nero · d2 re del nero | a8 re del bianco · a3 alfiere del bianco · b3 alfiere del bianco · c3 alfiere del nero · d3 cavallo del nero · e3 cavallo del nero · f3 cavallo del bianco · g3 cavallo del bianco · h3 pedone del nero · d2 re del nero | a8 re del bianco · a3 alfiere del bianco · b3 alfiere del bianco · c3 alfiere del nero · d3 cavallo del nero · e3 cavallo del nero · f3 cavallo del bianco · g3 cavallo del bianco · h3 pedone del nero · d2 re del nero | a8 re del bianco · a3 alfiere del bianco · b3 alfiere del bianco · c3 alfiere del nero · d3 cavallo del nero · e3 cavallo del nero · f3 cavallo del bianco · g3 cavallo del bianco · h3 pedone del nero · d2 re del nero | a8 re del bianco · a3 alfiere del bianco · b3 alfiere del bianco · c3 alfiere del nero · d3 cavallo del nero · e3 cavallo del nero · f3 cavallo del bianco · g3 cavallo del bianco · h3 pedone del nero · d2 re del nero | a8 re del bianco · a3 alfiere del bianco · b3 alfiere del bianco · c3 alfiere del nero · d3 cavallo del nero · e3 cavallo del nero · f3 cavallo del bianco · g3 cavallo del bianco · h3 pedone del nero · d2 re del nero | a8 re del bianco · a3 alfiere del bianco · b3 alfiere del bianco · c3 alfiere del nero · d3 cavallo del nero · e3 cavallo del nero · f3 cavallo del bianco · g3 cavallo del bianco · h3 pedone del nero · d2 re del nero | 8 |
| 7 | a8 re del bianco · a3 alfiere del bianco · b3 alfiere del bianco · c3 alfiere del nero · d3 cavallo del nero · e3 cavallo del nero · f3 cavallo del bianco · g3 cavallo del bianco · h3 pedone del nero · d2 re del nero | a8 re del bianco · a3 alfiere del bianco · b3 alfiere del bianco · c3 alfiere del nero · d3 cavallo del nero · e3 cavallo del nero · f3 cavallo del bianco · g3 cavallo del bianco · h3 pedone del nero · d2 re del nero | a8 re del bianco · a3 alfiere del bianco · b3 alfiere del bianco · c3 alfiere del nero · d3 cavallo del nero · e3 cavallo del nero · f3 cavallo del bianco · g3 cavallo del bianco · h3 pedone del nero · d2 re del nero | a8 re del bianco · a3 alfiere del bianco · b3 alfiere del bianco · c3 alfiere del nero · d3 cavallo del nero · e3 cavallo del nero · f3 cavallo del bianco · g3 cavallo del bianco · h3 pedone del nero · d2 re del nero | a8 re del bianco · a3 alfiere del bianco · b3 alfiere del bianco · c3 alfiere del nero · d3 cavallo del nero · e3 cavallo del nero · f3 cavallo del bianco · g3 cavallo del bianco · h3 pedone del nero · d2 re del nero | a8 re del bianco · a3 alfiere del bianco · b3 alfiere del bianco · c3 alfiere del nero · d3 cavallo del nero · e3 cavallo del nero · f3 cavallo del bianco · g3 cavallo del bianco · h3 pedone del nero · d2 re del nero | a8 re del bianco · a3 alfiere del bianco · b3 alfiere del bianco · c3 alfiere del nero · d3 cavallo del nero · e3 cavallo del nero · f3 cavallo del bianco · g3 cavallo del bianco · h3 pedone del nero · d2 re del nero | a8 re del bianco · a3 alfiere del bianco · b3 alfiere del bianco · c3 alfiere del nero · d3 cavallo del nero · e3 cavallo del nero · f3 cavallo del bianco · g3 cavallo del bianco · h3 pedone del nero · d2 re del nero | 7 |
| 6 | a8 re del bianco · a3 alfiere del bianco · b3 alfiere del bianco · c3 alfiere del nero · d3 cavallo del nero · e3 cavallo del nero · f3 cavallo del bianco · g3 cavallo del bianco · h3 pedone del nero · d2 re del nero | a8 re del bianco · a3 alfiere del bianco · b3 alfiere del bianco · c3 alfiere del nero · d3 cavallo del nero · e3 cavallo del nero · f3 cavallo del bianco · g3 cavallo del bianco · h3 pedone del nero · d2 re del nero | a8 re del bianco · a3 alfiere del bianco · b3 alfiere del bianco · c3 alfiere del nero · d3 cavallo del nero · e3 cavallo del nero · f3 cavallo del bianco · g3 cavallo del bianco · h3 pedone del nero · d2 re del nero | a8 re del bianco · a3 alfiere del bianco · b3 alfiere del bianco · c3 alfiere del nero · d3 cavallo del nero · e3 cavallo del nero · f3 cavallo del bianco · g3 cavallo del bianco · h3 pedone del nero · d2 re del nero | a8 re del bianco · a3 alfiere del bianco · b3 alfiere del bianco · c3 alfiere del nero · d3 cavallo del nero · e3 cavallo del nero · f3 cavallo del bianco · g3 cavallo del bianco · h3 pedone del nero · d2 re del nero | a8 re del bianco · a3 alfiere del bianco · b3 alfiere del bianco · c3 alfiere del nero · d3 cavallo del nero · e3 cavallo del nero · f3 cavallo del bianco · g3 cavallo del bianco · h3 pedone del nero · d2 re del nero | a8 re del bianco · a3 alfiere del bianco · b3 alfiere del bianco · c3 alfiere del nero · d3 cavallo del nero · e3 cavallo del nero · f3 cavallo del bianco · g3 cavallo del bianco · h3 pedone del nero · d2 re del nero | a8 re del bianco · a3 alfiere del bianco · b3 alfiere del bianco · c3 alfiere del nero · d3 cavallo del nero · e3 cavallo del nero · f3 cavallo del bianco · g3 cavallo del bianco · h3 pedone del nero · d2 re del nero | 6 |
| 5 | a8 re del bianco · a3 alfiere del bianco · b3 alfiere del bianco · c3 alfiere del nero · d3 cavallo del nero · e3 cavallo del nero · f3 cavallo del bianco · g3 cavallo del bianco · h3 pedone del nero · d2 re del nero | a8 re del bianco · a3 alfiere del bianco · b3 alfiere del bianco · c3 alfiere del nero · d3 cavallo del nero · e3 cavallo del nero · f3 cavallo del bianco · g3 cavallo del bianco · h3 pedone del nero · d2 re del nero | a8 re del bianco · a3 alfiere del bianco · b3 alfiere del bianco · c3 alfiere del nero · d3 cavallo del nero · e3 cavallo del nero · f3 cavallo del bianco · g3 cavallo del bianco · h3 pedone del nero · d2 re del nero | a8 re del bianco · a3 alfiere del bianco · b3 alfiere del bianco · c3 alfiere del nero · d3 cavallo del nero · e3 cavallo del nero · f3 cavallo del bianco · g3 cavallo del bianco · h3 pedone del nero · d2 re del nero | a8 re del bianco · a3 alfiere del bianco · b3 alfiere del bianco · c3 alfiere del nero · d3 cavallo del nero · e3 cavallo del nero · f3 cavallo del bianco · g3 cavallo del bianco · h3 pedone del nero · d2 re del nero | a8 re del bianco · a3 alfiere del bianco · b3 alfiere del bianco · c3 alfiere del nero · d3 cavallo del nero · e3 cavallo del nero · f3 cavallo del bianco · g3 cavallo del bianco · h3 pedone del nero · d2 re del nero | a8 re del bianco · a3 alfiere del bianco · b3 alfiere del bianco · c3 alfiere del nero · d3 cavallo del nero · e3 cavallo del nero · f3 cavallo del bianco · g3 cavallo del bianco · h3 pedone del nero · d2 re del nero | a8 re del bianco · a3 alfiere del bianco · b3 alfiere del bianco · c3 alfiere del nero · d3 cavallo del nero · e3 cavallo del nero · f3 cavallo del bianco · g3 cavallo del bianco · h3 pedone del nero · d2 re del nero | 5 |
| 4 | a8 re del bianco · a3 alfiere del bianco · b3 alfiere del bianco · c3 alfiere del nero · d3 cavallo del nero · e3 cavallo del nero · f3 cavallo del bianco · g3 cavallo del bianco · h3 pedone del nero · d2 re del nero | a8 re del bianco · a3 alfiere del bianco · b3 alfiere del bianco · c3 alfiere del nero · d3 cavallo del nero · e3 cavallo del nero · f3 cavallo del bianco · g3 cavallo del bianco · h3 pedone del nero · d2 re del nero | a8 re del bianco · a3 alfiere del bianco · b3 alfiere del bianco · c3 alfiere del nero · d3 cavallo del nero · e3 cavallo del nero · f3 cavallo del bianco · g3 cavallo del bianco · h3 pedone del nero · d2 re del nero | a8 re del bianco · a3 alfiere del bianco · b3 alfiere del bianco · c3 alfiere del nero · d3 cavallo del nero · e3 cavallo del nero · f3 cavallo del bianco · g3 cavallo del bianco · h3 pedone del nero · d2 re del nero | a8 re del bianco · a3 alfiere del bianco · b3 alfiere del bianco · c3 alfiere del nero · d3 cavallo del nero · e3 cavallo del nero · f3 cavallo del bianco · g3 cavallo del bianco · h3 pedone del nero · d2 re del nero | a8 re del bianco · a3 alfiere del bianco · b3 alfiere del bianco · c3 alfiere del nero · d3 cavallo del nero · e3 cavallo del nero · f3 cavallo del bianco · g3 cavallo del bianco · h3 pedone del nero · d2 re del nero | a8 re del bianco · a3 alfiere del bianco · b3 alfiere del bianco · c3 alfiere del nero · d3 cavallo del nero · e3 cavallo del nero · f3 cavallo del bianco · g3 cavallo del bianco · h3 pedone del nero · d2 re del nero | a8 re del bianco · a3 alfiere del bianco · b3 alfiere del bianco · c3 alfiere del nero · d3 cavallo del nero · e3 cavallo del nero · f3 cavallo del bianco · g3 cavallo del bianco · h3 pedone del nero · d2 re del nero | 4 |
| 3 | a8 re del bianco · a3 alfiere del bianco · b3 alfiere del bianco · c3 alfiere del nero · d3 cavallo del nero · e3 cavallo del nero · f3 cavallo del bianco · g3 cavallo del bianco · h3 pedone del nero · d2 re del nero | a8 re del bianco · a3 alfiere del bianco · b3 alfiere del bianco · c3 alfiere del nero · d3 cavallo del nero · e3 cavallo del nero · f3 cavallo del bianco · g3 cavallo del bianco · h3 pedone del nero · d2 re del nero | a8 re del bianco · a3 alfiere del bianco · b3 alfiere del bianco · c3 alfiere del nero · d3 cavallo del nero · e3 cavallo del nero · f3 cavallo del bianco · g3 cavallo del bianco · h3 pedone del nero · d2 re del nero | a8 re del bianco · a3 alfiere del bianco · b3 alfiere del bianco · c3 alfiere del nero · d3 cavallo del nero · e3 cavallo del nero · f3 cavallo del bianco · g3 cavallo del bianco · h3 pedone del nero · d2 re del nero | a8 re del bianco · a3 alfiere del bianco · b3 alfiere del bianco · c3 alfiere del nero · d3 cavallo del nero · e3 cavallo del nero · f3 cavallo del bianco · g3 cavallo del bianco · h3 pedone del nero · d2 re del nero | a8 re del bianco · a3 alfiere del bianco · b3 alfiere del bianco · c3 alfiere del nero · d3 cavallo del nero · e3 cavallo del nero · f3 cavallo del bianco · g3 cavallo del bianco · h3 pedone del nero · d2 re del nero | a8 re del bianco · a3 alfiere del bianco · b3 alfiere del bianco · c3 alfiere del nero · d3 cavallo del nero · e3 cavallo del nero · f3 cavallo del bianco · g3 cavallo del bianco · h3 pedone del nero · d2 re del nero | a8 re del bianco · a3 alfiere del bianco · b3 alfiere del bianco · c3 alfiere del nero · d3 cavallo del nero · e3 cavallo del nero · f3 cavallo del bianco · g3 cavallo del bianco · h3 pedone del nero · d2 re del nero | 3 |
| 2 | a8 re del bianco · a3 alfiere del bianco · b3 alfiere del bianco · c3 alfiere del nero · d3 cavallo del nero · e3 cavallo del nero · f3 cavallo del bianco · g3 cavallo del bianco · h3 pedone del nero · d2 re del nero | a8 re del bianco · a3 alfiere del bianco · b3 alfiere del bianco · c3 alfiere del nero · d3 cavallo del nero · e3 cavallo del nero · f3 cavallo del bianco · g3 cavallo del bianco · h3 pedone del nero · d2 re del nero | a8 re del bianco · a3 alfiere del bianco · b3 alfiere del bianco · c3 alfiere del nero · d3 cavallo del nero · e3 cavallo del nero · f3 cavallo del bianco · g3 cavallo del bianco · h3 pedone del nero · d2 re del nero | a8 re del bianco · a3 alfiere del bianco · b3 alfiere del bianco · c3 alfiere del nero · d3 cavallo del nero · e3 cavallo del nero · f3 cavallo del bianco · g3 cavallo del bianco · h3 pedone del nero · d2 re del nero | a8 re del bianco · a3 alfiere del bianco · b3 alfiere del bianco · c3 alfiere del nero · d3 cavallo del nero · e3 cavallo del nero · f3 cavallo del bianco · g3 cavallo del bianco · h3 pedone del nero · d2 re del nero | a8 re del bianco · a3 alfiere del bianco · b3 alfiere del bianco · c3 alfiere del nero · d3 cavallo del nero · e3 cavallo del nero · f3 cavallo del bianco · g3 cavallo del bianco · h3 pedone del nero · d2 re del nero | a8 re del bianco · a3 alfiere del bianco · b3 alfiere del bianco · c3 alfiere del nero · d3 cavallo del nero · e3 cavallo del nero · f3 cavallo del bianco · g3 cavallo del bianco · h3 pedone del nero · d2 re del nero | a8 re del bianco · a3 alfiere del bianco · b3 alfiere del bianco · c3 alfiere del nero · d3 cavallo del nero · e3 cavallo del nero · f3 cavallo del bianco · g3 cavallo del bianco · h3 pedone del nero · d2 re del nero | 2 |
| 1 | a8 re del bianco · a3 alfiere del bianco · b3 alfiere del bianco · c3 alfiere del nero · d3 cavallo del nero · e3 cavallo del nero · f3 cavallo del bianco · g3 cavallo del bianco · h3 pedone del nero · d2 re del nero | a8 re del bianco · a3 alfiere del bianco · b3 alfiere del bianco · c3 alfiere del nero · d3 cavallo del nero · e3 cavallo del nero · f3 cavallo del bianco · g3 cavallo del bianco · h3 pedone del nero · d2 re del nero | a8 re del bianco · a3 alfiere del bianco · b3 alfiere del bianco · c3 alfiere del nero · d3 cavallo del nero · e3 cavallo del nero · f3 cavallo del bianco · g3 cavallo del bianco · h3 pedone del nero · d2 re del nero | a8 re del bianco · a3 alfiere del bianco · b3 alfiere del bianco · c3 alfiere del nero · d3 cavallo del nero · e3 cavallo del nero · f3 cavallo del bianco · g3 cavallo del bianco · h3 pedone del nero · d2 re del nero | a8 re del bianco · a3 alfiere del bianco · b3 alfiere del bianco · c3 alfiere del nero · d3 cavallo del nero · e3 cavallo del nero · f3 cavallo del bianco · g3 cavallo del bianco · h3 pedone del nero · d2 re del nero | a8 re del bianco · a3 alfiere del bianco · b3 alfiere del bianco · c3 alfiere del nero · d3 cavallo del nero · e3 cavallo del nero · f3 cavallo del bianco · g3 cavallo del bianco · h3 pedone del nero · d2 re del nero | a8 re del bianco · a3 alfiere del bianco · b3 alfiere del bianco · c3 alfiere del nero · d3 cavallo del nero · e3 cavallo del nero · f3 cavallo del bianco · g3 cavallo del bianco · h3 pedone del nero · d2 re del nero | a8 re del bianco · a3 alfiere del bianco · b3 alfiere del bianco · c3 alfiere del nero · d3 cavallo del nero · e3 cavallo del nero · f3 cavallo del bianco · g3 cavallo del bianco · h3 pedone del nero · d2 re del nero | 1 |
|   | a | b | c | d | e | f | g | h |   |